# Potencial de reposo
El potencial de reposo de la membrana celular (RMP por sus siglas en inglés Resting Membrane Potential) es definido como la diferencia de potencial que existe entre el interior y el exterior de una célula.

## Determinantes
La existencia del potencial de reposo, se debe a que la membrana celular se comporta como una barrera semipermeable selectiva, es decir, permite el tránsito a través de ella de determinadas moléculas e impide el de otras. Este paso de sustancias es libre, no supone aporte energético adicional para que se pueda llevar a cabo.

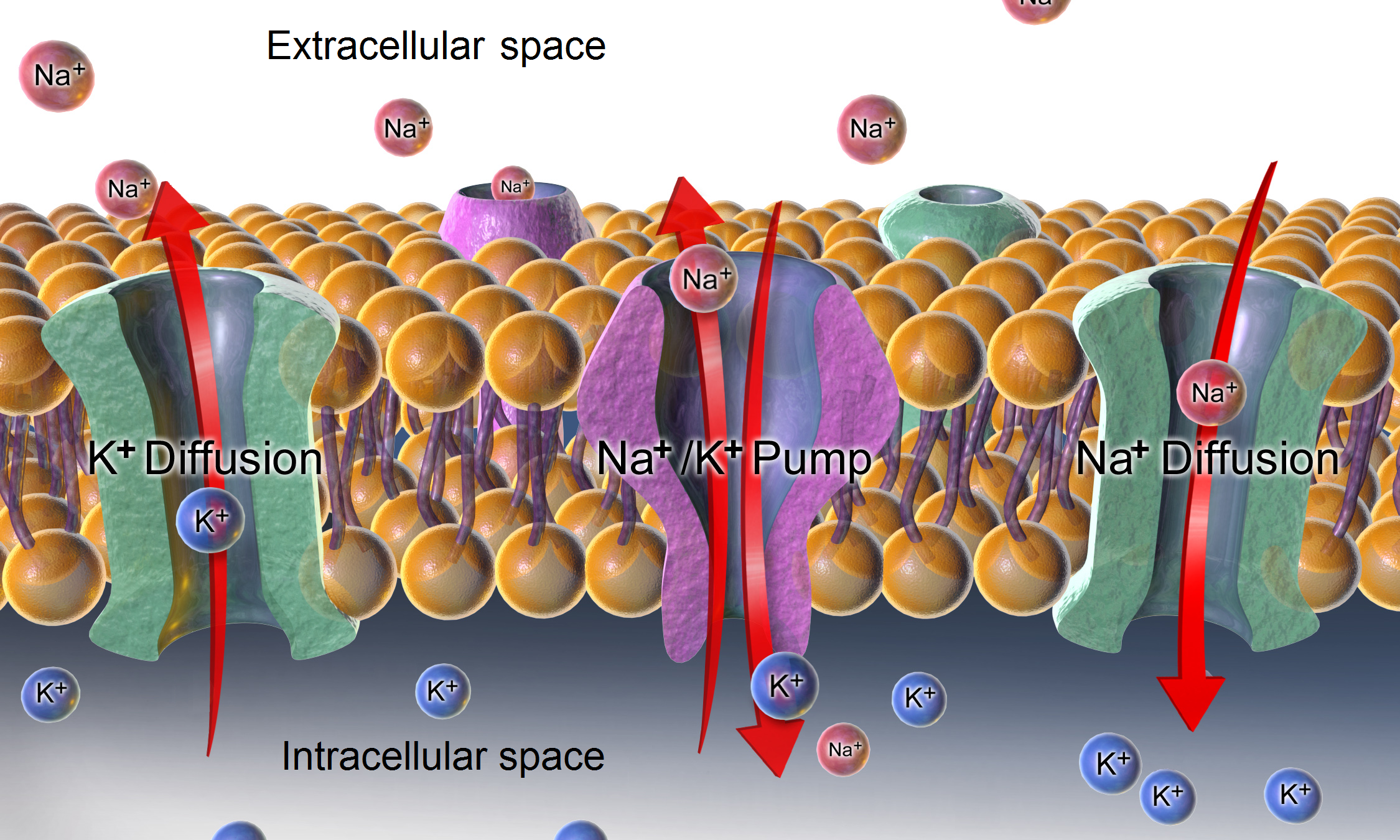
Membrana.

Gradientes iónicos

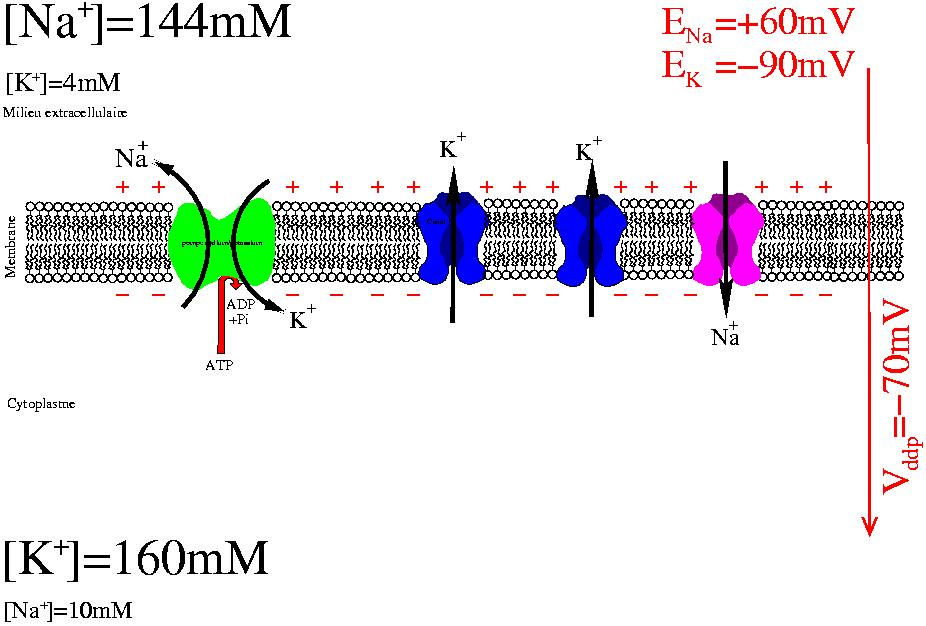
Potencial de membrana. Separación de cargas consecutiva al flujo de iones à través de los canales y las bombas sodium/potassium. Arriba espacio extracelular.

En las células eléctricamente excitables el potencial de reposo es aquel que se registra por la distribución asimétrica de los iones cuando la célula está en reposo fisiológico, es decir, no está excitada. 

Este potencial eléctrico es generalmente negativo, y puede calcularse conociendo la concentración de los distintos iones dentro y fuera de la célula.
El agua difunde a pesar de su polaridad molecular debido a su pequeño tamaño (18 Da) y a su elevada concentración (>55 M) de cada lado de la membrana celular.

Entre los elementos iónicos del medio intracelular y del extracelular, que generan una diferencia, se encuentran los iones disueltos, como el sodio (Na+), el cloro (Cl–), los aniones orgánicos (A–) y fundamentalmente el potasio (K+).

En la situación experimental de ausencia de iones, la membrana plasmática es capaz de producir un potencial de membrana por sí misma, debido a la mayor concentración de cargas negativas de la monocapa interna (asimetría).
La distribución asimétrica de los iones se debe a los gradientes de los potenciales electroquímicos de los mismos. El potencial electroquímico está compuesto por el potencial químico, directamente relacionado con la concentración de las especies, y con la carga de los distintos (iones)
- Epiteliales son células que poseen un potencial de reposo celular, pero no transmiten el potencial a otras en la forma de un potencial de acción.[4]

- Neuronas células conductoras del sistema nervioso, el potencial de reposo es la diferencia de voltaje a través de la membrana plasmática que se encuentra es reposo, (que no está enviando señales eléctricas).[5]

- Cardiomiocitos células cardiacas contráctiles, los canales de K+ juegan un importante papel en el mantenimiento del potencial de reposo celular.[6]

- Células beta o células secretoras de insulina, posee un potencial de reposo de  -60 a -70 milivoltios (mV), al cerrarse sus canales de K+-ATP desencadenan un potencial umbral y luego un potencial de acción.

## Estado estacionario en la concentración de un ion
El potencial de reposo de una célula no está definido como un equilibrio (que, en el caso de alcanzarse, estaría determinado por el equilibrio Donnan), sino que es un estado estacionario. Por este motivo, el flujo neto de iones es cero, pero se realiza con producción de entropía. Podemos calcular este potencial de reposo mediante una ecuación que, por ser de forma semejante a la ecuación de Nernst, se la llama de igual manera. Cabe remarcar que a pesar de tener la misma forma, en realidad describen fenómenos distintos, ya que en la ecuación de Nernst las especies sufren una reacción redox, mientras que aquí no es el caso. La ecuación es:
{\displaystyle E={\frac {RT}{ZF}}\ln {\frac {[ext]}{[int]}},}
donde:
E: Potencial de reposo

R: constante universal de los gases

T: temperatura absoluta

Z: número de cargas elementales en el ion

F: constante de Faraday

[ext]: concentración del ion en el exterior de la célula

[int]: concentración del ion en el interior de la célula